# Antoni Maria de Ferrater i Bofill
Antoni Maria de Ferrater i Bofill (Barcelona, 14 de març de 1890 - 4 de gener de 1958) va ser arquitecte i membre del GATCPAC.
Va néixer a Barcelona al carrer Còdols, 16 fills de Nicolau de Ferrater i Feliu i Mercè Bofill de Compte. Es titulà en Arquitectura l'any 1918, i a l'any següent ja se li documenten les primeres obres, a Sitges. El 1922 va construir el gran edifici de la Via Laietana de Barcelona que acull el Col·legi d'Enginyers Industrials de Catalunya. En la revista Mirador, el 26 de setembre del 1929 Màrius Gifreda hi signa l'article Comentaris de l'Exposició [Internacional de Barcelona] que indica que Ferrater hi dirigí la construcció del pavelló de la casa Uralita segons disseny de l'arquitecte francès Charles Siclis.
Fou secretari del GATCPAC (Grup d'Arquitectes Tècnics per al Progrés de l'Arquitectura Contemporània) en el cinquè deganat (14.2.1935-16.6.1936) i participà en la reunió post guerra civil del 24 de febrer del 1939. Així mateix, la casa que Ferrater dissenyà al carrer de l'Art, 2 de Barcelona s'adscriu a aquest moviment.
També va ser autor d'obres a Palma.

## Obres
- 1919, Casa Francesc Ferret i Obrador (Parellades 8-10, Sitges)
- 1919, Casa Francesc Ferret i Obrador (Sant Francesc 1-3, Sitges)
- 1922, Edifici del Col·legi d'Enginyers Industrials (Via Laietana 39, Barcelona) «Enllaç».
- Anys 30, Edifici de 20 habitatges a la Barceloneta per encàrrec de la "Cooperativa La Fraternidad" «Barcelona-Montréal: Desarrollo urbano comparado - Horacio Capel Sáez, Paul-André Linteau - Google Llibres». [Consulta: 12 octubre 2012].
- Casa al carrer de l'Art, 2 (Barcelona)